# Ariston albicans
Ariston albicans là một loài nhện trong họ Uloboridae.
Loài này thuộc chi Ariston. Ariston albicans được Octavius Pickard-Cambridge miêu tả năm 1896.